# 女人的力量
《女人的力量》是一部2009年臺灣紀錄片，以臺灣新住民為主題，由中華電信出資、導演吳金燕執導、越南裔新住民麥玉珍為本片主角。

## 簡介
越南裔新住民麥玉珍的生命故事。麥玉珍於十四年前自越南遠嫁臺灣彰化秀水，婚後育有兩名子女，後因婚姻不合於七年前離婚。紀錄片呈現她在異鄉生活面對的語言障礙、法律誤解以及家庭關係等多重挑戰。
離婚後，麥玉珍經常協助警察局從事口譯工作，過程中接觸到許多外籍配偶遭受家庭暴力與不平等待遇的案件。為了改善新住民處境，她創立臺灣新移民協會，倡導新住民女性的權益，並積極參與社會運動與政策倡議。

## 獎項
該片入選多個影展及獎項，包括2009年南方影展、2010年台灣國際女性影展、2010年台北電影節及2010年金穗獎